# Pilosella ziziana
Pilosella ziziana — вид рослин з родини айстрових (Asteraceae), поширений у Європі, Грузії, Туреччині.

## Поширення
Поширений у Європі, Грузії, Туреччині.